# أكانيس
أكانيس (اليونانية: Ακανές) هي حلوى يونانية تشبه راحة الحلقوم، إلا أنها مُنكهة بزبدة حليب الماعز الطازج بدلًا من جوهر الفاكهة. تُصنع حصريًّا في مدينة سيريس في شمال اليونان. يعود اسم أكانيس إلى زمن الحكم العثماني في اليونان، عندما كان يُطلق عليها اسم هاكانيس حلاوة أو حلاوة ملكية ( هاكان مشتق من الكلمة التركية هان وكاغان). تتوفر الحلويات بشكل خاص في الوحدة الإقليمية سيريس وفي محلات الأطعمة الشهية في جميع أنحاء اليونان.

## روابط خارجية
- موقع يصف "الأكانيس" من سيريس